# Resistencia albanesa en la Segunda Guerra Mundial

Mapa de Albania durante la Segunda Guerra Mundial.

La resistencia albanesa en la Segunda Guerra Mundial fue un movimiento en gran parte de carácter comunista dirigido contra la ocupación italiana (hasta 1943) y luego alemana de Albania que condujo a la exitosa liberación del país en 1944.
El Centro para el Socorro a la Población Civil (organización de Ginebra) informó que Albania fue uno de los países más devastados de Europa durante la guerra. En torno a 60 000 casas fueron destruidas y alrededor del 10 % de la población se quedó sin hogar.

## Resistencia comunista

### Inicios del movimiento comunista
Enfrentados a una sociedad analfabeta, agrícola y en su mayoría musulmana vigilada por la policía de seguridad del rey Zog, el movimiento comunista de Albania atrajo pocos seguidores en el período de entreguerras. De hecho, el país no tuvo un partido comunista establecido como tal antes de la Segunda Guerra Mundial. Después de que Fan Noli huyera en 1924 a Italia y más tarde a los Estados Unidos, varios de sus protegidos de izquierda emigraron a Moscú, donde se afiliaron a la Confederación Balcánica de Partidos Comunistas y a través de ella a la Internacional Comunista (Comintern), la asociación patrocinada por la Unión Soviética de partidos comunistas internacionales. En 1930, el Comintern envió a Ali Kelmendi a Albania para organizar células comunistas. Sin embargo, Albania no tenía ninguna clase trabajadora en la que los comunistas pudiesen apoyarse y el marxismo apenas atrajo a un número minúsculo de personas, en su mayoría pendencieros intelectuales tosco educados en Occidente, campesinos sin tierra, mineros y otras personas descontentas con las estructuras sociales y económicas caducas de Albania. París se convirtió en centro de los comunistas albaneses hasta que las deportaciones nazis diezmaron sus filas después de la caída de Francia en 1940.

### Comienzos de Enver Hoxha y Mehmet Shehu
Enver Hoxha y otro veterano de la Guerra Civil Española, Mehmet Shehu, con el tiempo llegaron a convertirse en las figuras más poderosas en Albania en el periodo de posguerra. La figura dominante en la historia de Albania moderna, Enver Hoxha, surgió de la nada pero rigió a su pueblo más tiempo que cualquier otro gobernante en la historia albanesa. Nacido en 1908 de padre terrateniente de etnia tosca de Gjirokastër que había regresado a Albania después de trabajar en los Estados Unidos, Hoxha asistió a la mejor escuela preparatoria para la universidad del país, la Nacional Lycée en Korçë. En 1930 asistió a la universidad de Montpellier en Francia, pero perdió una beca del Estado albanés por descuidar sus estudios. Posteriormente se trasladó a París y Bruselas. Después de regresar a Albania en 1936 sin haber obtenido un título, enseñó francés durante años en su antiguo instituto y se integró en una célula comunista en Korçë. Más tarde se mudó a Tirana y, cuando se formó el Partido Comunista de Albania en noviembre de 1941, fue nombrado secretario general del partido, cargo que mantuvo hasta su muerte en 1985.
Shehu, también tosco, estudió en la American Vocational School de Tirana. Luego pasó a una academia militar en Nápoles, pero fue expulsado por su actividad política de izquierdas. En España, Shehu luchó en la Brigada Internacional Garibaldi y se convirtió en comandante de uno de los batallones de la brigada. Después que el conflicto español hubiese terminado, fue capturado e internado en Francia. Regresó a Albania en 1942 y pronto se convirtió en una figura destacada. Durante el conflicto se forjó reputación de buen militar por su habilidad al mando de los partisanos.

### El PC y el Movimiento Nacional de Liberación
Tras la invasión italiana de Albania en abril de 1939, cien mil soldados italianos y once mil colonos se establecieron en este país. En un principio, el Partido Fascista Albanés recibió el apoyo de la población, principalmente a causa de la unificación de Kosovo y otros territorios poblados por albaneses con Albania después de la conquista de Yugoslavia y Grecia por el Eje en la primavera de 1941. Mussolini presumió ante fascistas albaneses en mayo de haber logrado la Gran Albania de largo buscada por los nacionalistas de Tirana. El Partido Fascista Albanés de Tefik Mborja obtuvo un fuerte apoyo de la población después de la anexión de Kosovo a Albania.
En noviembre de 1941, los pequeños grupos comunistas albaneses fundaron el Partido Comunista de Albania en Tirana con ciento treinta miembros, bajo la dirección de Hoxha y un comité central de once miembros. El partido en un principio tenía poco atractivo para las masas e incluso su organización juvenil atrajo escasos afiliados.
Sin embargo, a mediados de 1942, el Partido llamó a los jóvenes a luchar por la liberación de su país del yugo italiano. Esta propaganda incrementó el número de nuevos reclutas con el ingreso en sus fuerzas de muchos jóvenes ávidos de libertad. En septiembre de 1942, el partido formó una organización de frente popular, el Movimiento de Liberación Nacional (MLN), agrupación de una serie de grupos de resistencia que incluía a varios que eran intensamente anticomunistas. Durante la guerra, los partisanos albaneses, encuadrados en el Ejército de Liberación Nacional dependiente del MLN —dominado por los comunistas—, ignoraron las advertencias de los ocupantes italianos de represalias por los ataques guerrilleros. Los dirigentes partisanos, bien al contrario, contaban con la reacción y el deseo de venganza ante tales represalias para ganar más reclutas.

### Resistencia nacionalista
La resistencia nacionalista a los ocupantes italianos surgió en octubre de 1942. Ali Këlcyra y Mit’hat Frashëri formaron el Balli Kombëtar (Frente Nacional), movimiento anticomunista y de orientación occidental. Este movimiento reclutó partidarios entre los grandes terratenientes y campesinos. Apoyaban la creación de la Gran Albania por los italianos y reclamaron la creación de una república y la introducción de reformas económicas y sociales, oponiéndose retorno del rey Zog. Sus dirigentes actuaron de manera conservadora, sin embargo, por temor a que los ocupantes ejercieran represalias contra ellos o confiscaran las propiedades de los terratenientes. Los jefes nacionalistas ghegs y los terratenientes toscos a menudo alcanzaron acuerdos primero con los italianos y después con los alemanes para evitar la pérdida de sus propiedades y de su poder.

### Rendición de Italia y la ocupación alemana
Con el derrocamiento del régimen fascista de Benito Mussolini y la rendición italiana en 1943, el poder de las fuerzas italianas en Albania —tanto militares como policiales— se derrumbó. Los combatientes albaneses desbarataron cinco divisiones italianas y los reclutas italianos se unieron en masa a las fuerzas guerrilleras. Los comunistas tomaron el control de la mayor parte de las ciudades del sur de Albania excepto Valona, que era un bastión del Balli Kombëtar mientras que fuerzas nacionalistas vinculadas al MLN asumieron el control de gran parte del norte del país.
Agentes británicos que trabajaban en Albania durante la guerra alentaron a los combatientes de la resistencia albanesa con información falsa de que los Aliados estaban planeando una gran invasión de los Balcanes e instaron a los grupos albaneses dispares a unir sus esfuerzos. En agosto de 1943, los Aliados convencieron a los líderes comunistas y al Balli Kombëtar para firmar el Acuerdo de Mukje, que permitía coordinar sus operaciones guerrilleras. Los dos grupos dieron por concluida toda la colaboración, sin embargo, por un desacuerdo sobre el futuro estado, en la posguerra, de Kosovo. Los comunistas apoyaban la devolución de la región a Yugoslavia después de la guerra con la esperanza de que Tito cedería Kosovo voluntariamente, mientras que el nacionalista Balli Kombëtar abogaba por mantener la provincia como parte de Albania. Los delegados reunidos en Mukja acordaron que se celebrara un plebiscito en Kosovo para decidir el asunto, pero los comunistas pronto renegaron del acuerdo declarando que los delegados comunistas no habían seguido las directrices de los dirigentes del partido. Más tarde, las fuerzas del Balli Kombëtar atacaron a los comunistas, lo que desencadenó una guerra civil que se libró por toda Albania durante el año siguiente.

### Ocupación alemana
```

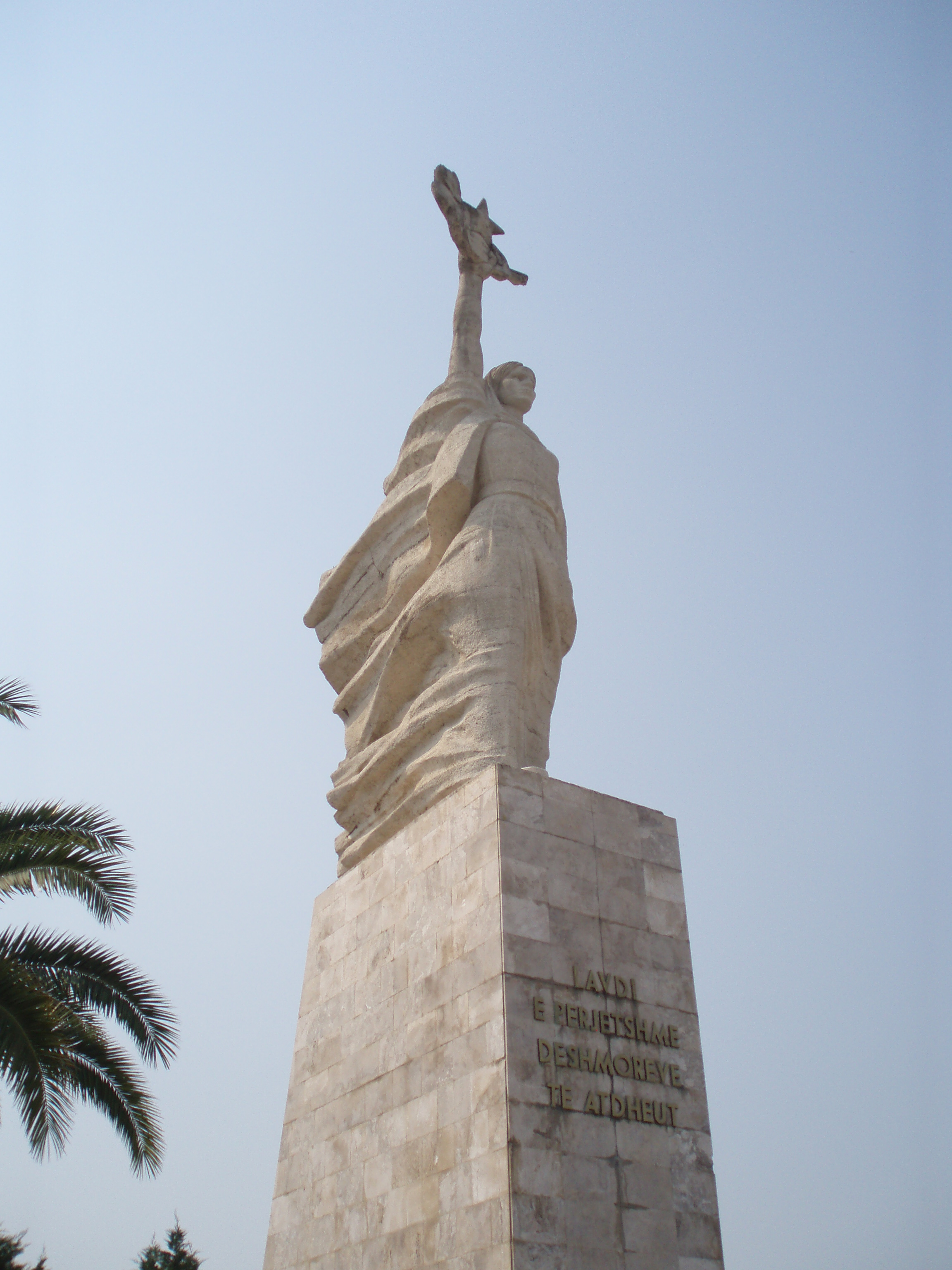
Madre Albania, el monumento a los partisanos en Tirana, Albania.

antes de que los guerrilleros albaneses pudieran tomar la ciudad. Pronto el Ejército alemán forzó la retirada de la guerrilla a las montañas y al sur. Posteriormente Berlín anunció que reconocería la independencia de una Albania neutral y organizó un Gobierno, Policía y Ejército albaneses. Muchas unidades del Balli Kombëtar colaboraron con los alemanes en su lucha contra los comunistas y varios líderes del Balli Kombëtar ocuparon cargos en el régimen instaurado por Alemania.
```

Los partisanos albaneses liberaron Tirana el 17 de noviembre de 1944 después de una batalla que duró veinte días. Los partisanos expulsaron a los alemanes completamente de Albania el 29 de noviembre de 1944. El Ejército de Liberación Nacional, que en octubre de 1944 constaba de setenta mil efectivos, también tomó parte en la guerra junto a la coalición antifascista. Los partisanos albaneses también liberaron Kosovo y colaboraron con las fuerzas comunistas de Tito en la liberación de parte de Montenegro y el sur de Bosnia y Herzegovina. En ese momento, el Ejército soviético estaba también llevando a cabo la ofensiva de Belgrado en la vecina Yugoslavia y el ejército alemán se retiraba de Grecia a través del territorio yugoslavo.

## Toma del poder comunista en Albania

### Administración comunista provisional
Los partisanos comunistas se habían reagrupado y obtenido el control de gran parte del sur de Albania en enero de 1944. Sin embargo, las ofensivas alemanas hasta junio de ese año les expulsaron de ciertas zonas. En mayo, celebraron a un congreso de miembros del Frente de Liberación Nacional (FLN) —nombre del movimiento por entonces— en Përmet, en el que se eligió un Consejo Antifascista de Liberación Nacional para que actuase como Administración y Parlamento del país. Hoxha se convirtió en el presidente del comité ejecutivo del consejo y comandante supremo del Ejército Nacional de Liberación. Los partisanos comunistas derrotaron a las últimas fuerzas del Balli Kombëtar en el sur de Albania a mediados del verano de 1944 y apenas encontraron dispersos focos de resistencia del Balli Kombëtar en el centro y el norte de Albania a finales de julio, cuando penetraron en estas regiones. La misión militar británica instó a los restos de los nacionalistas a no oponerse al avance de los comunistas y los Aliados retiraron a Italia a los representantes destacados con estas unidades. Aunque no evacuaron a los dirigentes nacionalistas, muchos lograron huir.
Antes de finales de noviembre, las principales unidades alemanas se habían retirado de Tirana y los comunistas tomaron el control de la ciudad. La nación quedó administrada por el Gobierno provisional que los comunistas habían formado en Berat en octubre con Enver Hoxha como primer ministro.

### Consecuencias de la guerra
Albania se encontraba en una situación delicada al acabar la Segunda Guerra Mundial. Los fuertes vínculos del FLN con los comunistas de Yugoslavia, que también disfrutaban del apoyo diplomático y militar británico, garantizaban que Belgrado desempeñaría un papel clave en la política albanesa de la posguerra. Los Aliados nunca habían reconocido un Gobierno albanés en el exilio o al rey Zog, ni tampoco plantearon la cuestión de Albania o de sus fronteras en ninguna de las principales conferencias celebradas durante la contienda. Aunque no existen estadísticas fiables sobre las pérdidas albanesas durante el conflicto, la Administración de las Naciones Unidas para el Auxilio y la Rehabilitación calculó que el país había sufrido unos treinta mil muertos, doscientas aldeas y dieciocho mil casas habían quedado destruidas y unas cien mil personas se habían quedado sin hogar. Las estadísticas oficiales albanesas estimaban pérdidas algo mayores.
Por otra parte, miles de chams (albaneses del norte de Grecia) fueron expulsados de Grecia con la justificación de que habían colaborado con los nazis.
Durante la ocupación nazi, la mayoría de los judíos del antiguo territorio albanés se salvaron, pero otros en la región de Kosovo fueron deportados y asesinados.

## Participación extranjera
Hubo un número significativo de ciudadanos extranjeros que participaron en la resistencia albanesa durante la Segunda Guerra Mundial. Se trató principalmente de soldados italianos que deseaban continuar la guerra contra la Alemania nazi, pero otras personas de diferentes nacionalidades también tomaron parte en las acciones de la resistencia.

### Participación italiana
La resistencia albanesa comenzó en 1940 con la formación de pequeñas çetas (unidades guerrilleras) pero no se convirtió en una fuerza significativa hasta 1942. Incluso durante este período, hubo pequeños grupos de soldados italianos que desertaron del ejército fascista y se unieron a los partisanos albaneses. Cuando Italia capituló en septiembre de 1943, ya había unos ciento veintidós guerrilleros italianos dispersos entre varias unidades del Ejército de Liberación Nacional. Cuando Italia capituló, había unos cien mil soldados italianos en Albania, encuadrados en las divisiones Firence, Parma, Perugia, Arezzo, Brennero y otras unidades menores.
Muchas unidades italianas se rindieron al Ejército alemán. Se envió a gran parte de los prisioneros a campos de concentración o de trabajos forzados al servicio del ejército alemán en Albania. También hubo asesinatos masivos de oficiales italianos, en su mayoría de la división Perugia que tenía su base en Gjirokastër. Su general Ernesto Chiminello, junto con ciento cincuenta oficiales, fue ejecutado en Saranda. Otros treinta y dos oficiales murieron en el área de Kuç tres días después.
Algunos italianos se refugiaron en las montañas de Albania, mientras que cerca de quince mil soldados italianos se rindieron a los partisanos albaneses. Algunos soldados italianos acaudillados por Arnaldo Azzi, excomandante de la División Firenze, crearon el CITM, Comando Italiano Truppe alla Montagna (Mando Italiano de Tropas de Montaña). Su objetivo era resistir a las tropas alemanas con la ayuda de los partisanos albaneses. Se las arreglaron para organizar algunas unidades de soldados italianos, pero estas tropas se dispersaron en los meses de octubre-noviembre de 1943 durante la ofensiva invernal alemana. Los oficiales de estas unidades quedaron adscritos a las misiones británicas en Albania y fueron repatriados a Italia en agosto de 1944.
Hubo también unos dos mil ciento cincuenta italianos que expresaron su deseo de continuar la lucha distribuidos entre unidades de partisanos albaneses. Unos cuatrocientos setenta y dos combatientes italianos se integraron en las brigadas de choque partisanas. En estas, un grupo de ciento treinta y siete hombres formó el Batallón Antonio Gramsci, parte de la Primera Brigada de Choque, mientras que la unidad Matteotti quedó integrada en la Tercera Brigada de Choque. Unos cuatrocientos uno se dedicaban a la logística y otros mil doscientos setenta y siete quedaron destinados en mandos locales. Durante el período 1943-1945, hubo otras unidades de combatientes italianos entre los partisanos albaneses, como el Sexto Batallón de la Quinta Brigada de Choque, formado por unos doscientos italianos.

### Desertores de la Wehrmacht
Parte de la fuerza alemana que ocupó Albania estaba compuesto por reclutas de la Wehrmacht de la región del Cáucaso. Los primeros desertores de la Wehrmacht ingresaron en las unidades partisanas albanesas a finales de 1943, durante la ofensiva invernal alemana y su número creció en el verano de 1944 durante la ofensiva estival alemana. Hubo un gran flujo de desertores de la Wehrmacht durante el final del conflicto, de septiembre a octubre de 1944, cuando las fuerzas alemanas comenzaron a retirarse de Albania. En agosto de 1944, se formó una nueva unidad, parte de la Tercera Brigada de Choque, que agrupaba a unos cuarenta desertores de la Wehrmacht (en su mayoría, armenios y turcomanos). Otros setenta armenios crearon su propia unidad adscrita a la Primera Brigada de Choque en septiembre de 1944. Hubo también otros pequeños grupos de desertores de la Wehrmacht dispersos entre las fuerzas partidistas albanesas, constituidos por alemanes, austriacos, franceses, checos y polacos.

### Enlaces aliados y asistencia
Aunque los británicos habían intentado montar operaciones de enlace en la Albania ocupada por los italianos a principios de 1941 desde territorio yugoslavo —nación aún neutral—, estos intentos se abandonaron rápidamente después de los alemanes y los italianos invadieran Yugoslavia. Se renunció a contactar con grupos de la resistencia albanesa hasta el 17 de abril de 1943. El primer equipo de enlace, parte del M.O.4 —una sección del SOE—, lo mandó el teniente coronel «Billy» MacLean, que tenía al mayor David Smiley de lugarteniente de la misión. En vez de larzárseles en Albania, el grupo se trasladó a Grecia para aprovechar la infraestructura de misiones británicas en la región que operaban con los guerrilleros griegos. Una vez en Grecia, cruzaron a Albania a pie o en mula.
Tras varios intentos frustrados, la misión logró contactar con el MLN y el primer lanzamiento de armas y equipo se realizó el 27 de junio. El grueso de lo recibido en este lanzamiento y en los sucesivos se entregó al MLN —el principal grupo resistente en el sur de Albania—, que lo utilizó para equipar la Primera Brigada Partisana.
Ese mismo año, el SOE aumentó el tamaño de sus misiones en Albania. El nuevo comandante de los destinados en el país fue el brigadier Edmund Frank Davies (que usaba en alias de «Trotsky»), que tuvo al teniente coronel Arthur Nicholls como jefe de su Estado Mayor. MacLean y Smiley se trasladaron a la nueva base del SOE en Bari para presentar sus informes. Aunque indicaron que el MLN controlado por los comunistas parecía más interesado en asegurarse el dominio político en la posguerra que en enfrentarse a los alemanes, recomendaron que el SOE siguiese abastenciéndolo y, al tiempo, que se tratase de alcanzar un pacto entre el MLN y los demás movimientos resistentes.
En enero de 1944, los alemanes atacaron y capturaron el cuartel de la misión británica. Tomaron prisionero al brigadier Davies; el teniente coronel Nicholls falleció de hipotermia y problemas posoperatorios después de haber logrado poner a salvo a los supervivientes del asalto.
Durante el resto de 1944, el SOE continuó abasteciendo al MLN, a pesar de las acusaciones de MacLean y Smiley —que dirigían por entonces grupos de enlace con las fuerzas de Abaz Kupi y el Balli Kombëtar en el norte del país— al MLN de usar las armas que se le entregaban para combatir a sus rivales políticos y no a los alemanes. A finales de octubre, se evacuó a Smiley, MacLean y Julian Amery a Italia. El SOE se negó a evacuar a Abaz Kupi en el mismo barco, pero este logró huir del país por sus propios medios y más tarde le recogió un buque de la Armada real británica en el Adriático.